# Wessjolowka (Kaliningrad, Tschernjachowsk)
Wessjolowka (russisch Весёловка; Betonung: Wessjólowka; bis 1938 deutsch Judtschen, von 1938 bis 1945 Kanthausen) ist ein Dorf in der russischen Oblast Kaliningrad. Es gehört zur kommunalen Selbstverwaltungseinheit Stadtkreis Tschernjachowsk im Rajon Tschernjachowsk. 

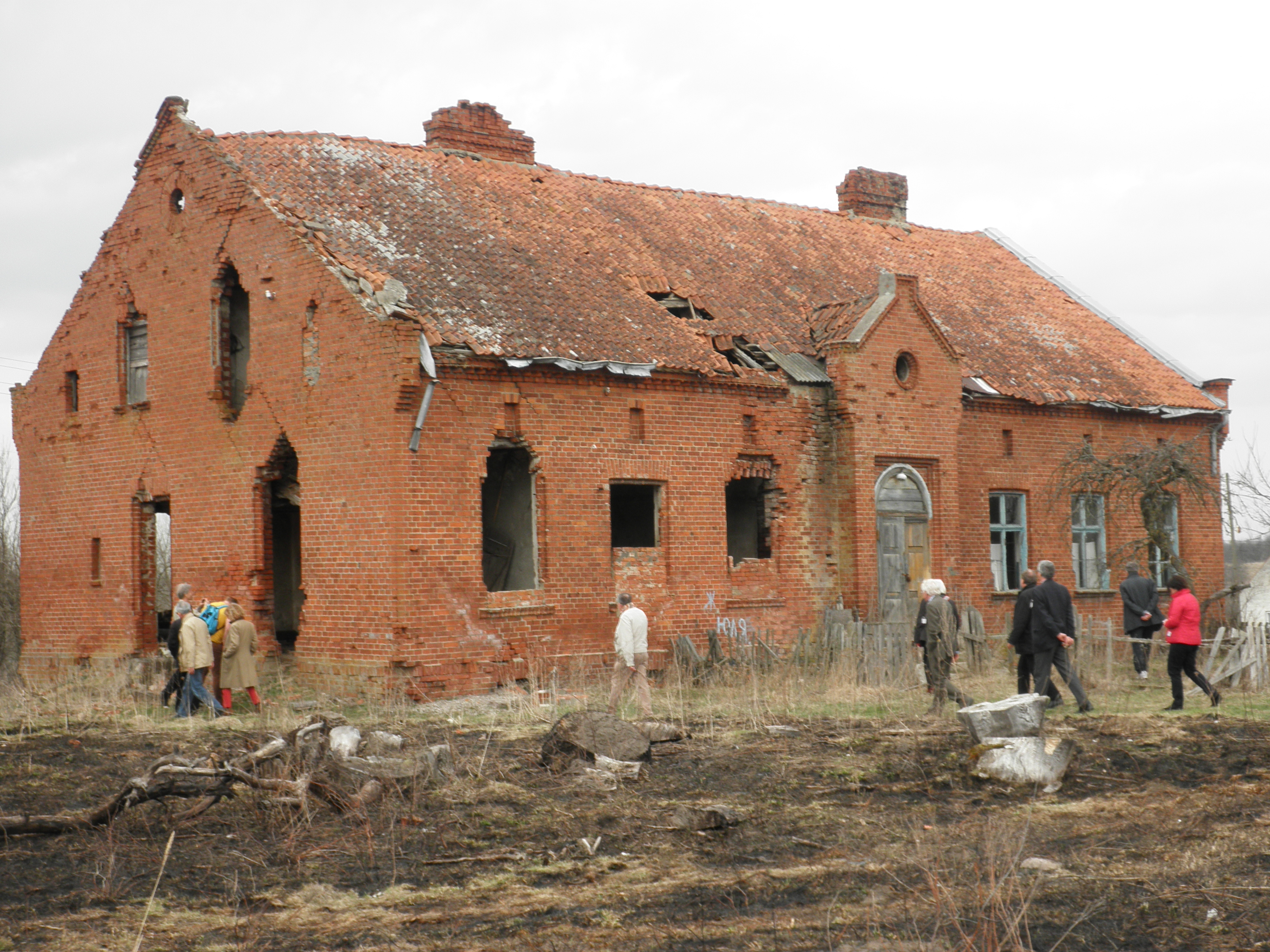
Ruine in Wessjolowka (ehem. Pfarrhaus, „Kanthaus“) (2013)

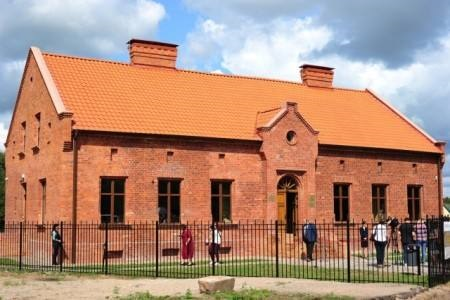
Kant-Museum seit 2018

## Geschichte
Über die Siedlungsgeschichte und Dorfgründung ist nur wenig überliefert. Im 16. Jahrhundert wurden die Dörfer Launessieta und Ruduprastt zusammengelegt. 1557 wurde der Ort Jutzschwentta, Jutzwethen bzw. Jutzschwethen genannt. Der Ortsname kann aus dem Namen des dunkel aussehenden ersten Zinsers „Jotze“ bzw. „Joduz“ entstanden sein, wahrscheinlicher ist jedoch die Beschreibung des hier vorzufindenden Humusbodens, die sogenannte Schwarzerde, worauf auch der Name Judlaukis (prußisch für Schwarzacker) deutet. Bereits 1590 schrieb er sich Jutschen. In verschiedenen Urkunden wurde der Ort auch mit Judlaukis, Jüducze, bzw. Jodszen bezeichnet. Ab 1615 wird er in Urkunden mit „Juzchen“ bezeichnet und seit 1620 etablierte sich die Schreibweise „Judtschen“. Vom 17. bis 19. Jahrhundert finden sich in den verschiedenen Urkunden überwiegend die Schreibvarianten „Judtschen“, „Judschen“ und „Jutschen“.
1709 bis 1711 wütete die aus Polen gekommene Pestseuche in Ostpreußen und forderte zahlreiche Todesopfer. Weite Landstriche verödeten, besonders in „Preußisch-Litauen“, darunter das Dorf Judtschen. Der preußische König initiierte und unterstützte die Einwanderung von Protestanten aus West-Mitteleuropa. Besonders zahlreich kamen ab 1711 reformierte Siedler aus der französischsprachigen Schweiz, auch nach Judtschen. Die Gemeinde blühte auf. 1713 erwirkte der „Kolonistenvater“ Burggraf Alexander von Dohna den Entscheid zur Berufung eines französischen Predigers (David Clarenc) und zum Bau einer französisch-reformierten Kirche. Diese wurde 1727 eingeweiht, 1734 konnte auch ein neues Pfarrhaus bezogen werden. Anfang des 19. Jahrhunderts hörte der Gebrauch der französischen Sprache, auch in den Predigten auf.
In Judtschen lebte von 1747 bis 1750 der junge Immanuel Kant als „Studiosus philosophiae“ beim Pastor Daniel Ernst Andersch (* 1701 in Lissa, † 1771 in Judtschen) und beim Schulmeister Johann Jacob Challet (* um 1686 in Moudon, Kanton Waadt, † 1771 in Judtschen) als Hauslehrer für deren Söhne. Kant war auch Taufpate für zwei Kinder aus Judtschen. Nachdem das Gebäude lange Zeit baufällig geblieben war, wurde es renoviert und wird seit 2018 als Kant-Museum genutzt.
1810 baute man ein neues „Predigerhaus“. 1848 wurde der Kirchturm erneuert, 1851 das Kirchenschiff einer „bedeutenden Reparatur“ unterzogen. 1865 begann der Bau eines neuen Pfarrhauses, auf den Fundamenten der Vorgängerbauten.
1860 erhielt der Ort einen Bahnhof an der Ostbahn zwischen Königsberg und Eydtkuhnen, mit einer Bogenbrücke über die Angerapp. Er war von großer wirtschaftlicher Bedeutung für das landwirtschaftlich geprägte Judtschen und seine Umgebung.
Im August 1914, zu Beginn des Ersten Weltkriegs, wurde auch Judtschen von russischen Truppen besetzt. Mutwillig legten diese Feuer in der Kirche, sie brannte aus. 1925 konnte die wiederaufgebaute Kirche eingeweiht werden; der bis zur Zerstörung 50 Meter hohe, sehr schlanke  Turm wurde durch einen gedrungenen abgelöst. Die Gemeinde errichtete ihren gefallenen und vermissten Soldaten ein Kriegerdenkmal im Stil der Zeit vor dem Pfarrhaus, mit darauf sich erhebendem, preußischem  Adler. Im Dorf entstanden neue Häuser im Rahmen des Wiederaufbau-Programms für Ostpreußen.
Am 16. Juli 1938 erhielt Judtschen den Namen „Kanthausen“. 1939 hatte der Ort 374 Einwohner.
Im Oktober 1944 stieß die Rote Armee bereits vorübergehend in die Region vor (Nemmersdorf), sie wurde von der Wehrmacht wieder zurückgeworfen. Die Bewohner von Kanthausen wurden am 21. Oktober mit der Reichsbahn Richtung Westen evakuiert. Im Januar 1945 kam mit der Besetzung durch sowjetische Truppen das Ende des deutschen Dorfs Judtschen / Kanthausen. Es wurde mit zugezogenen Siedlern aus der Sowjetunion besiedelt, hauptsächlich Russen.
1947 erhielt der Ort die russische Bezeichnung Wessjolowka und wurde gleichzeitig dem Dorfsowjet Krasnopoljanski selski Sowet im Rajon Tschernjachowsk zugeordnet. Von 2008 bis 2015 gehörte Wessjolowka zur Landgemeinde Swobodnenskoje selskoje posselenije und seither zum Stadtkreis Tschernjachowsk.
Von der Ortschaft sind nur noch etwa dreißig Prozent der Gebäude aus der deutschen Zeit erhalten. Sie macht einen überwiegend verödeten und ruinösen Eindruck (2013).

### Amtsbezirk Judtschen/Kanthausen (1874–1945)
Zwischen 1874 und 1945 war Judtschen resp. Kanthausen Amtsdorf und damit namensgebend für einen Amtsbezirk im Kreis Gumbinnen im Regierungsbezirk Gumbinnen der preußischen Provinz Ostpreußen. Anfangs gehörten 16, zum Schluss nur noch 13 Gemeinden dazu:
| Deutscher Name      | Name (1938–1946)      | Russischer Name |  | Deutscher Name | Name (1938–1946)   | Russischer Name |
| ------------------- | --------------------- | --------------- |  | -------------- | ------------------ | --------------- |
| Girnehlen           | Mühlenruh             | Pospelowo       |  | Lolidimmen     | Lolen              | Krasnoje        |
| Groß Mixeln         |                       | Bolschakowo     |  | Plimballen     | Mertinshagen       | Krasnoje        |
| Groß Wersmeningken  | Großstangenwald       | Sarja           |  | Purwienen      | Altweiler (Ostpr.) | Stepnoje        |
| Groß Wischtecken    | Ullrichsdorf (Ostpr.) | Schuwalowo      |  | Rosenfelde     |                    | Nowo Schuwalowo |
| Judtschen           | Kanthausen            | Wessjolowka     |  | Schilleningken | Kaimelskrug        | Cholmy          |
| Klein Wersmeningken | Kleinstangenwald      |                 |  | Stannen        | Obertannen         |                 |
| Klein Wischtecken   | Ulrichshof (Ostpr.)   | Olschanskoje    |  | Stobricken     | Krammsdorf         | Kostino         |
| Lampseden           | Lampshagen            | Karawaljewo     |  | Wingeningken   | Vierhufen          |                 |

Bereits vor 1908 wurde die Landgemeinde Stannen in die Landgemeinde Stobricken eingemeindet, 1928 folgte der Gutsbezirk Girnehlen. Im gleichen Jahr kam der Gutsbezirk Klein Wischtecken zur Landgemeinde Groß Wischtecken. Bei den übrigen Landgemeinden änderte sich bis 1945 nichts.

## Prussische Wehrburg
Gut einen Kilometer südlich des Ortes, auf dem Schlossberg, befindet sich der Ringwall einer prussischen Wehrburg. Er war in den 1930er Jahren noch gut erhalten.

## Sendemast Wessjolowka
1965 wurde in Wessjolowka ein Sendemast für die Verbreitung von UKW-Hörfunk- und Fernsehprogrammen errichtet.

## Kirche

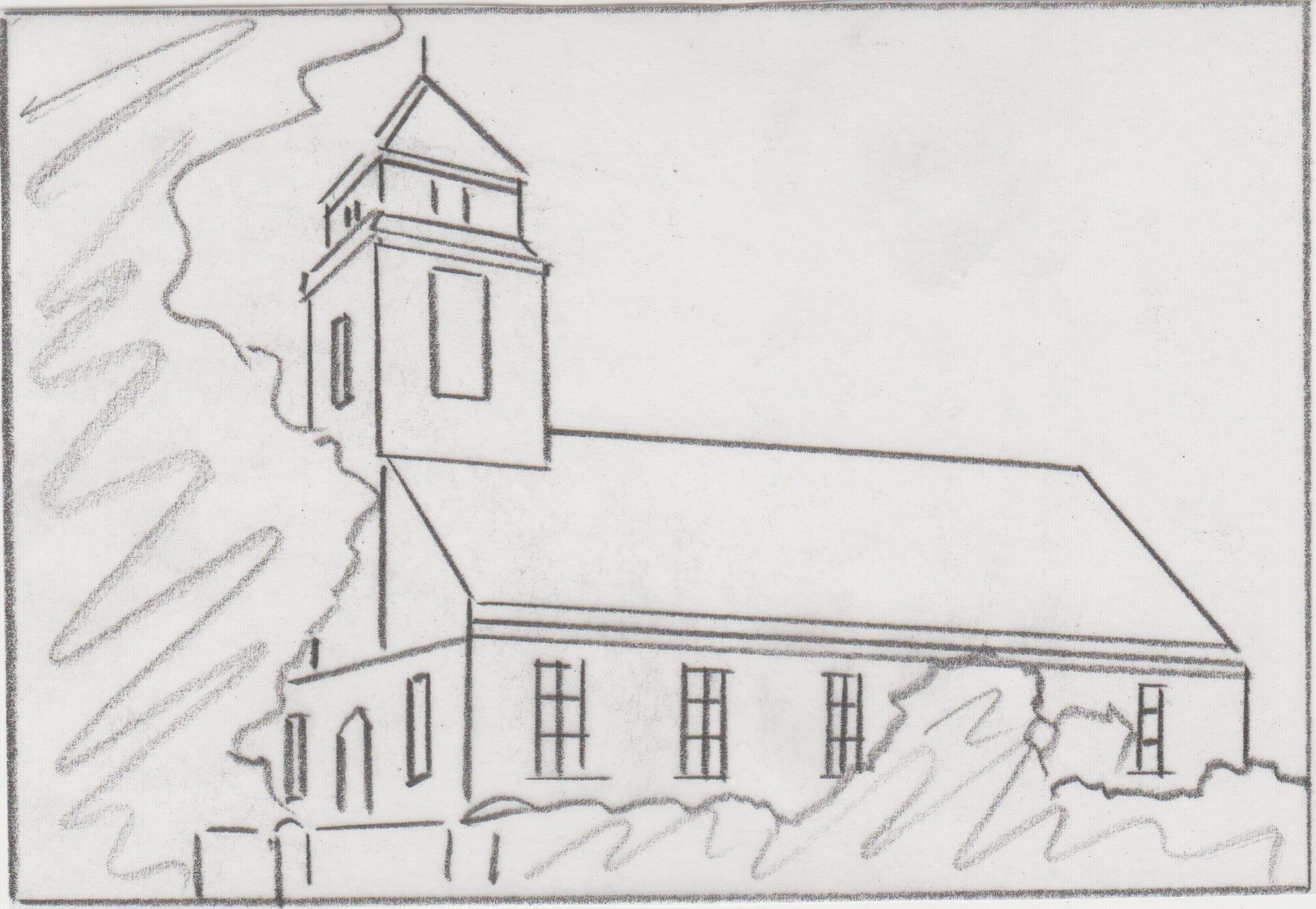
Kirche in Judtschen nach Wiederaufbau 1925, Skizze nach alter Postkarte

1713 entstand in Judtschen durch Siedler eine französisch-reformierte Gemeinde mit (seit 1714) eigenem Geistlichen. Am 27. April 1727 wurde die neu erbaute Kirche eingeweiht, ein rechteckiger Ziegelbau mit Holzturm, der jedoch in der Folgezeit zahlreichen Veränderungen unterlag. Im Innern stand vor der die Ostwand bedeckenden Kanzelwand ein schlichter, reformierter Tradition entsprechender Altartisch.
Nachdem die Kirche am 24. August 1914 vollständig ausgebrannt war, baute man sie bis 1925 wieder auf. Bis 1945 war die Kirche Judtschen in den Reformierten Kirchenkreis der Kirchenprovinz Ostpreußen der Kirche der Altpreußischen Union eingegliedert.
Nach 1945 wurde das Gotteshaus landwirtschaftlich genutzt und später als Steinbruch für Schweinestall- und Straßenbau. 1985 wurden die letzten Reste abgetragen. Heute liegt Wessjolowka im Einzugsbereich der neu entstandenen evangelisch-lutherischen Gemeinde der Salzburger Kirche in Gussew (Gumbinnen) in der Propstei Kaliningrad der Evangelisch-lutherischen Kirche Europäisches Russland.